# Verónica Boquete
Verónica Boquete (ur. 9 kwietnia 1987 w Santiago de Compostela) – hiszpańska piłkarka, grająca na pozycji napastnika.

## Kariera piłkarska

### Kariera klubowa
Wychowanka SD Xuventú Aguiño. W 2005 rozpoczęła karierę piłkarską w Prainsa Zaragoza. Potem występowała w klubach RCD Espanyol, Buffalo Flash, Chicago Red Stars, Philadelphia Independence, Eniergija Woroneż, Tyresö FF i Portland Thorns. Latem 2014 została zaproszona do 1. FFC Frankfurt, skąd w następnym roku przeniosła się do Bayernu Monachium. W 2016 podpisała kontrakt z Paris Saint-Germain. W lutym 2018 wyjechała do Chin, gdzie broniła barw Beijing BG Phoenix.

### Kariera reprezentacyjna
W lutym 2005 debiutowała w narodowej reprezentacji Hiszpanii w meczu przeciwko Holandii. Również od 2007 reprezentowała Galicję. Wcześniej broniła barw juniorskiej reprezentacji U-19.

## Sukcesy i odznaczenia

### Sukcesy piłkarskie
reprezentacja Hiszpanii
- mistrz Europy U-19: 2004
- zwycięzca Algarve Cup: 2017

RCD Espanyol
- zdobywca Pucharu Hiszpanii: 2009, 2010

Tyresö FF
- mistrz Szwecji: 2012

FFC Frankfurt
- mistrz Ligi Mistrzyń: 2014/15

Bayern Monachium
- mistrz Niemiec: 2015/16

### Sukcesy indywidualne
- wybrana do UEFA Women's Championship All-Star Team: 2013